# Songs of Faith and Devotion Live
Albums de Depeche Mode
Songs of Faith and Devotion
(1993) Ultra
(1997)
Songs of Faith and Devotion Live est un album live du groupe anglais Depeche Mode, sorti en 1993. Il reprend les chansons de l'album Songs of Faith and Devotion, mais enregistrées au cours de différents concerts, principalement à Liévin avec deux titres enregistrés à Copenhague et à La Nouvelle-Orléans. Contrairement aux crédits, aucun titre de Milan n'est présent sur l'album.

## Liste des morceaux
Titres enregistrés au stade couvert régional de Liévin, 29 juillet 1993, sauf titres exceptions notées
1. I Feel You (7:10)
2. Walking in My Shoes (6:40)
3. Condemnation (3:55)
4. Mercy in You (4:19)
5. Judas (5:00)
6. In Your Room (6:46)
7. Get Right with Me (3:11) (enregistré au Forum de Copenhague le 27 mai 1993)
8. Rush (4:34)
9. One Caress (3:35) (enregistré à la Lakefront Arena (en) de La Nouvelle-Orléans le 8 octobre 1993)
10. Higher Love (7:29)

## Crédits

### Depeche Mode
- Dave Gahan - chant
- Martin Gore - guitare, claviers, chœurs, chant (Judas, One Caress), sampler
- Andrew Fletcher - claviers, chœurs, sampler
- Alan Wilder - claviers, batterie (I Feel You, In Your Room, Rush), piano (Condemnation, One Caress), chœurs, sampler

### Musiciens additionnels
- Hildia Campbell, Samantha Smith - chœurs
- orchestra - archi (One Caress)